# 吉林教育广播
吉林教育广播是吉林人民广播电台曾经存在的一条广播频率，于2011年3月6日开播。内容以教育资讯为主，广播范围为长春市，全天24小时播音。该频率于2025年1月20日停播。